# Vuelta a Guatemala 2014
La 54.ª edición de la Vuelta a Guatemala se disputaró entre el 25 de octubre y el 1 de noviembre de 2014 y es dedicada al grupo Emisoras Unidas por cumplir 50 años. Fue organizada por la Federación Guatemalteca de Ciclismo. Por descontento general del público con la edición anterior la carrera volvió a las fechas en las que se había realizado en los últimos años y terminando con el circuito en el Anillo Periférico de la capital guatemalteca.
El ganador final fue el colombiano Alex Cano (Aguardiente Antioqueño-Lotería de Medellín) quien superó a Francisco Colorado (Canel's Turbo) y Óscar Sevilla (EPM-UNE).

## Etapas
| Etapa | Fecha          | Recorrido                                                  | km    | Ganador            | Líder         |
| 1.ª A | 25 de octubre  | Esquipulas - Esquipulas                                    | 10    | Óscar Sevilla      | Óscar Sevilla |
| 1.ª B | 25 de octubre  | Esquipulas - Teculután                                     | 103   | Óscar Álvarez      | Óscar Sevilla |
| 2.ª   | 26 de octubre  | Chiquimula - Sanarate                                      | 116.5 | Nervin Jiatz       | Óscar Sevilla |
| 3.ª   | 27 de octubre  | San Lucas Sacatepéquez - Sololá                            | 111   | Alex Cano          | Óscar Sevilla |
| 4.ª   | 28 de octubre  | Sololá - San Pedro Sacatepéquez                            | 126,5 | Alex Cano          | Alex Cano     |
| 5.ª   | 29 de octubre  | Retalhuleu - Quetzaltenango                                | 96,5  | Óscar Sevilla      | Alex Cano     |
| 6.ª   | 30 de octubre  | Totonicapán - Santa Cruz del Quiché                        | 150   | Francisco Colorado | Alex Cano     |
| 7.ª   | 31 de octubre  | Tecpán - Tecpán                                            | 139   | Jhonnatan De León  | Alex Cano     |
| 8.ª   | 1 de noviembre | Circuito anillo periférico Ciudad de Guatemala (6 vueltas) | 105   | Róbigzon Oyola     | Alex Cano     |

## Clasificación general
| \| Clasificación general \| Clasificación general \| Clasificación general \| Clasificación general \| Clasificación general \| \| Ciclista \| Ciclista \| Equipo \| Tiempo \| \| \| --------------------- \| --------------------- \| ------------------------------------------ \| --------------------- \| --------------------- \| \| 1.º \| Alex Cano[2] \| Aguardiente Antioqueño-Lotería de Medellín \| 24 h 17 min 21 s \| \| \| 2.º \| Francisco Colorado \| Canel's Turbo \| + 53 s \| \| \| 3.º \| Óscar Sevilla \| EPM-UNE-Área Metropolitana \| + 3 min 03 s \| \| \| 4.º \| Alexis Camacho \| Canel's Turbo \| + 4 min 03 s \| \| \| 5.º \| Walter Pedraza \| EPM-UNE-Área Metropolitana \| + 4 min 21 s \| \| \| 6.º \| Mauricio Ortega \| Aguardiente Antioqueño-Lotería de Medellín \| + 5 min 06 s \| \| \| 7.º \| Brayan Sánchez \| Aguardiente Antioqueño-Lotería de Medellín \| + 6 min 34 s \| \| \| 8.º \| Rafael Montiel \| Aguardiente Antioqueño-Lotería de Medellín \| + 6 min 42 s \| \| |                    |                                            |                  |
| |                    |                                            |                  |
| |                    |                                            |                  |
| Clasificación general |                    |                                            |                  |
| Ciclista | Ciclista           | Equipo                                     | Tiempo           |
| 1.º | Alex Cano          | Aguardiente Antioqueño-Lotería de Medellín | 24 h 17 min 21 s |
| 2.º | Francisco Colorado | Canel's Turbo                              | + 53 s           |
| 3.º | Óscar Sevilla      | EPM-UNE-Área Metropolitana                 | + 3 min 03 s     |
| 4.º | Alexis Camacho     | Canel's Turbo                              | + 4 min 03 s     |
| 5.º | Walter Pedraza     | EPM-UNE-Área Metropolitana                 | + 4 min 21 s     |
| 6.º | Mauricio Ortega    | Aguardiente Antioqueño-Lotería de Medellín | + 5 min 06 s     |
| 7.º | Brayan Sánchez     | Aguardiente Antioqueño-Lotería de Medellín | + 6 min 34 s     |
| 8.º | Rafael Montiel     | Aguardiente Antioqueño-Lotería de Medellín | + 6 min 42 s     |

## UCI America Tour
Además de las clasificaciones propias de esta competencia, por pertenecer al calendario americano de ciclismo en ruta, también se concederán puntos para el certamen continental masculino UCI America Tour 2013-2014 a nivel individual y por equipos. Puntuarán aquellos corredores que figuren en los primeros ocho puestos de la clasificación individual final, los primeros tres de cada etapa y cada líder parcial de la competencia, de acuerdo al baremo de la tabla. Por equipos, solamente las representaciones continentales profesionales UCI y las continentales UCI sumarán de acuerdo al guarismo obtenido por sus ciclistas en los primeros ocho puestos de la clasificación individual por tiempos. Las selecciones nacionales, los equipos regionales y los de clubes no cuentan en esta clasificación. Los puntos serán contabilizados para el torneo una vez finalizada la competencia.